# Scotopteryx elisata
Scotopteryx elisata là một loài bướm đêm trong họ Geometridae.